# اس‌ام‌اس آدیو
اس‌ام‌اس آدیو (انگلیسی: SMS Audio) شرکت الکترونیک آمریکایی است، که در سال ۲۰۱۱ تأسیس شد.